# Skinnecykel
En skinnecykel er en type dræsine og dermed et skinnekøretøj, der fremdrives som en almindelig cykel. Den kan være forsynet med bremser på et eller flere hjul. 
| Jernbane | Spire Denne jernbaneartikel er en spire som bør udbygges. Du er velkommen til at hjælpe Wikipedia ved at udvide den. |